# Peter Oakley
Peter Oakley, noto anche con lo pseudonimo di geriatric1927 (Norwich, 20 agosto 1927 – Bakewell, 23 marzo 2014), è stato uno youtuber britannico.

## Biografia
Peter Oakley nacque il 20 agosto 1927 a Norwich, Inghilterra. Durante la sua infanzia, visse gli effetti devastanti dei bombardamenti della Seconda guerra mondiale sulla sua città, esperienza che influenzò profondamente la sua vita. Completata la scuola primaria e secondaria, fu arruolato nell'esercito britannico, dove servì come tecnico radar, evitando così il fronte di combattimento. Dopo la fine della guerra, Oakley tornò alla vita civile e lavorò come ispettore di salute pubblica a Leicester, dove incontrò la sua futura moglie e sviluppò una passione per il motociclismo, hobby che mantenne per tutta la vita.
Nel periodo successivo al suo pensionamento, Oakley divenne famoso su YouTube con il nickname geriatric1927. Avviò un canale che offriva una serie di video autobiografici intitolati Telling It All, condividendo i suoi ricordi e le sue esperienze. La sua popolarità crebbe rapidamente, attirando l'attenzione dei media internazionali e dei blog online. Nonostante inizialmente evitasse i media, dichiarando di voler mantenere una comunicazione informale e personale con la comunità di YouTube, Oakley concesse una prima intervista al programma The Money Programme della BBC il 16 febbraio 2007.
Nel 2006, Oakley raggiunse il traguardo di canale con più iscritti su YouTube, un primato che mantenne per 28 giorni prima di essere superato da Lonelygirl15. Fu il primo canale a raggiungere i 20.000 iscritti. Entro novembre dello stesso anno, il suo canale contava 30.000 iscritti e Oakley deteneva anche il record di primo utente a raggiungere i 25.000 iscritti. Tra il 2006 e il 2014, caricò 434 video su vari argomenti, dalle memorie d'infanzia all'uso degli account Google. Nel 2009, avviò un secondo canale dedicato alla musica, intitolato Geriatric1927Blues. Il suo canale principale superò i 100.000 iscritti nel gennaio 2023.

### Morte
Diagnostico con un cancro in fase avanzata e non trattabile, Oakley pubblicò il suo ultimo video il 12 febbraio 2014 e morì un mese dopo, il 23 marzo 2014, all'età di 86 anni.

## Telling It All
Dopo la pubblicazione del suo video introduttivo, che ha superato i tre milioni di visualizzazioni, Oakley avviò la serie autobiografica Telling It All. Questa serie lo catapultò alla ribalta di Internet quasi istantaneamente, attirando l'attenzione di media come BBC News e GMTV. Tuttavia, Oakley prese le distanze da alcuni siti web che utilizzavano il suo nome, dichiarando di non avere alcun legame con essi né controllo sui loro contenuti.
Nella serie, Oakley racconta eventi significativi e periodi della sua vita, tra cui:
- La sua infanzia e gioventù a Norwich, città bombardata durante la Seconda guerra mondiale.[9]
- L'educazione nel sistema scolastico primario e secondario inglese degli anni '30, inclusa la rara opportunità di proseguire gli studi oltre i 14 anni riservata ai ragazzi considerati particolarmente dotati.
- La sua coscrizione nell'esercito britannico e il successivo incarico come tecnico radar, ruolo che gli permise di evitare i combattimenti.
- Il ritorno alla vita civile e alla carriera interrotta dalla guerra.
- Gli studi superiori a Leicester, dove incontrò la futura moglie e sviluppò una passione per il motociclismo.
- Il lavoro come ispettore di salute pubblica a Leicester.

Nel 2010, Al Chantrey, intrattenitore e amico di Oakley, scrisse e registrò una canzone dedicata a lui, intitolata "Telling It All", ispirata alla serie di video di Oakley. Chantrey pubblicò il video su YouTube il 5 marzo 2014, includendo filmati di Oakley come tributo in seguito all'annuncio della sua malattia.
Oakley comparve anche in un episodio di Yahoo! Current Buzz, intitolato "Retired and Wired", che documentava le ricerche più popolari su Internet.

## Influenza
Il successo di Oakley su YouTube rappresenta un esempio del modo in cui gli utenti anziani possono essere accolti in una comunità online. La sua popolarità sfidò lo stereotipo secondo cui Internet è dominato dai giovani, dimostrando che i video-blog possono superare le barriere generazionali. Sebbene la sua popolarità iniziale sia diminuita nel tempo, Oakley rimase un esempio influente di come i social media possano unire persone di età diverse.